# Страйкер (талисман)

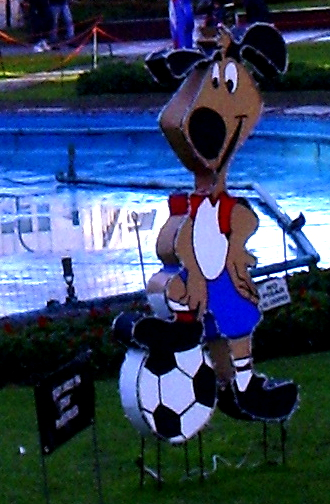
Страйкер — талисман чемпионата мира 1994

Стра́йкер (англ. Striker) — официальный талисман проходившего в США чемпионата мира по футболу 1994 года. Пса, облачённого в красно-бело-синюю форму сборной США, разработала компания «Warner Bros.».
Имя Страйкер можно трактовать и перевести двояко: оно может обозначать позицию на поле (нападающий), либо лидера команды.
Собака — самое популярное в США домашнее животное, поэтому несмотря на простоту маскота организаторы чемпионата на атрибутике с его изображением заработали немалую по тем временам сумму — 11 миллионов долларов.